# Irena Ďurišová
Irena Ďurišová (26. března 1918 Pitvaros – 11. prosince 1999 Bratislava) byla slovenská a československá politička Komunistické strany Slovenska, poúnorová poslankyně a místopředsedkyně Slovenské národní rady a poslankyně Sněmovny národů Federálního shromáždění na počátku normalizace. Po roce 1970 odstavena z politických funkcí.

## Biografie
Absolvovala gymnázium a v roce 1955 i Ústřední politickou školu KSČ v Slapech. Působila v obcích Rimavské Brezovo, Rimavská Sobota, Banská Bystrica a v Bratislavě. Za druhé světové války byla aktivní v odboji. Po roce 1945 se stala profesionální funkcionářkou. V letech 1949–1951 byla předsedkyní Krajského výboru KSS v Banské Bystrici, pak v Bratislavě. Angažovala se v ženských organizacích (Slovenský zväz žien).
V letech 1949–1969 se uvádí jako účastnice zasedání Ústředního výboru Komunistické strany Slovenska ve funkci členky ÚV KSS či členky ústřední kontrolní a revizní komise strany. Zastávala i funkce v celostátní komunistické straně. 9. sjezd KSČ ji zvolil za člena Ústředního výboru Komunistické strany Československa. 10. sjezd KSČ ji ve funkci potvrdil.
Dlouhodobě zasedala v Slovenské národní radě. Poprvé do ní byla zvolena ve volbách v roce 1948. Mandát obhájila ve volbách v roce 1954. V letech 1951–1960 byla i její místopředsedkyní. V SNR zasedala i po volbách v roce 1960 (členka předsednictva SNR) a po volbách v roce 1964.
Po federalizaci Československa usedla v lednu 1969 do Sněmovny národů Federálního shromáždění. Do federálního parlamentu ji nominovala Slovenská národní rada, kde rovněž zasedala. V parlamentu setrvala do května 1970, kdy rezignovala na poslanecký post. Její politická kariéra skončila po invazi vojsk Varšavské smlouvy do Československa. V roce 1970 byla odvolána z funkcí.